# Bottou
Bottou är ett departement i Burkina Faso.   Det ligger i provinsen Tapoa och regionen Est, i den östra delen av landet, 400 km öster om huvudstaden Ouagadougou.